# Banana chips
Le banana chips sono uno spuntino composto da fette di banane essiccate.

## Caratteristiche
Le banana chips hanno un sapore dolce e possono essere ricoperte di zucchero o miele. Altrimenti, quando vengono fritte nell'olio e sono speziate hanno un sapore salato o piccante. Le banana chips sono divenute famose in varie parti del mondo fra cui lo stato indiano del Kerala, dove sono divenute popolarissime, e l'Indonesia. Le banana chips sono simili alle chifle, che però vengono preparate usando esclusivamente plátani o banane da cottura. Solitamente vengono preparate usando i frutti di varietà dolci del genere di piante musa.